# 摩洛哥皇家快运航空
摩洛哥皇家快运航空（Royal Air Maroc Express）是一家地区航空公司，是摩洛哥皇家航空的全资子公司，总部设在摩洛哥卡萨布兰卡。该航空公司运营国内航空和飞往西班牙大陆、加纳利群岛、直布罗陀和葡萄牙的班机航空，也包括给游程承揽业和公司客户等业务。摩洛哥皇家快运航空的运营基地是穆罕默德五世国际机场。